# Ivan Pavlík
Ivan Pavlík (18. února 1933 Praha – 8. prosince 2004 Pardubice) byl český chemik činný v oblasti výzkumu metaloorganických sloučenin a pedagog na Vysoké škole chemicko-technologické v Pardubicích, pozdější fakultě chemicko-technologické Univerzity Pardubice (UP).
Ivan Pavlík se narodil v Praze, po válce žil v Hradci Králové, kde vystudoval gymnázium. V letech 1952–1957 studoval na VŠChT Pardubice analytickou chemii u prof. Miroslava Jurečka. Od roku 1956 až do konce na VŠChT na pracoval, když prošel prakticky všemi vědecko-pedagogickými pozicemi od odborného instruktora po univerzitního profesora.
Jako pedagog byl jedním ze spolutvůrců v roce 1960 založené specializace Speciální anorganická chemie, pozdějšího magisterského studijního oboru Anorganická a bioanorganická chemie, na katedře obecné a anorganické chemie, kde vychoval více než dvě stovky absolventů, aspirantů a doktorandů. 
Ve funkci proděkana fakulty chemicko-technologické UP pro pedagogiku a vědu (1992–1998) stál prof. Pavlík v polistopadové době u zásadních reforem studia a u akreditace studijních a doktorandských oborů. Svého vědeckého renomé a zahraničních kontaktů užíval k podpoře prestiže ústavu.
Vědecky byl Pavlík od 60.let činný v oblasti organokovové a koordinační chemie. Oceňovány a citovány jsou práce jeho a jím citlivě vedených týmů o metalocenech, ligandové chemii a jejich biochemických a farmakologických aspektech, včetně těch pro obor základních.